# Скельна ящірка
Скельна ящірка (Darevskia) — рід ящірок з родини ящіркових. Має 25 види.

## Опис
Загальна довжина досягає 25 см. Колір шкіри оливковий, коричневий, бурий, кавовий, сіруватий, зеленуватий. Вздовж боків є темні стрічки, смуги тягнуться через хребет. Черево має рожеве, червоне, помаранчеве, жовте, матово-біле забарвлення. На тулубі можуть бути своєрідні «оченята» у 1—2 рядки з боків тулуба або на грудях. Ніздря відділена від першого верхньогубного щитка широкою перемичкою. Отвір ніздрі припадає на вершині горбка. Лобовий щиток зазвичай має більш-менш глибоку повздовжну борозну. Ряди черевних щитків розташовані паралельно середньої лінії черева.

## Спосіб життя
Полюбляють скелясті, кам'янисті місцини, рідколісся. Часто ховаються серед руїн, каміння, у дуплах, навіть під корою. Гарно та швидко бігають по скелях. Звідси й походить їх назва. Харчуються комахами та іншими безхребетними.
Це яйцекладні ящірки. Зазвичай відкладають 3—8 яєць. Через 50—55 днів народжуються молоді ящірки. Деякі види наділені партеногенезом.

## Розповсюдження
Мешкає у Малій Азії, на Кавказі, у південній Росії, в Україні, на Балканському півострові.
В Україні здебільшого зустрічаються в Криму та Житомирській області. В цій області вони мешкають в околицях сіл — Дениші та Буки.

## Види
- Darevskia aghasyani
- Darevskia alpina
- Darevskia armeniaca
- Darevskia arribasi
- Darevskia bendimahiensis
- Darevskia brauneri
- Darevskia caucasica
- Darevskia clarkorum
- Darevskia daghestanica
- Darevskia dahli
- Darevskia derjugini
- Darevskia dryada
- Darevskia lindholmi
- Darevskia mixta
- Darevskia parvula
- Darevskia portschinskii
- Darevskia praticola
- Darevskia raddei
- Darevskia rostombekovi
- Darevskia rudis
- Darevskia salihae
- Darevskia sapphirina
- Darevskia saxicola
- Darevskia unisexualis
- Darevskia uzzelli
- Darevskia valentini